# Muhammad Yunus
Muhammad Yunus (bengalí: মুহাম্মদ ইউনুস) (Chittagong, Bangladesh; 28 de juny de 1940) és un economista bengalí guardonat amb el Premi Nobel de la Pau de 2006. El 2024 va ser nomenat candidat per encapçalar la transició del seu país després de setmanes de protestes estudiantils i la fugida de la fins llavors primera ministra, Sheikh Hasina.

## Biografia

### Primers anys

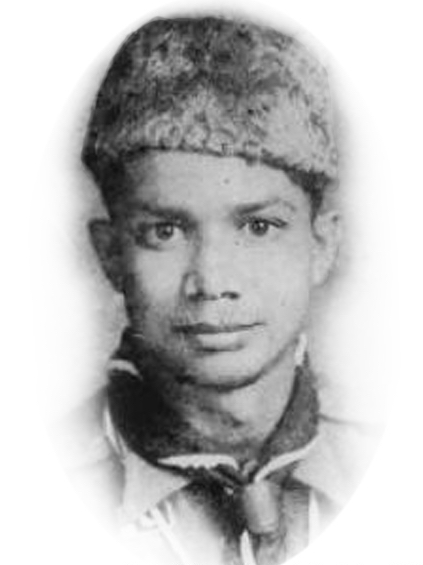
Yunus com a Boy Scout, el 1953

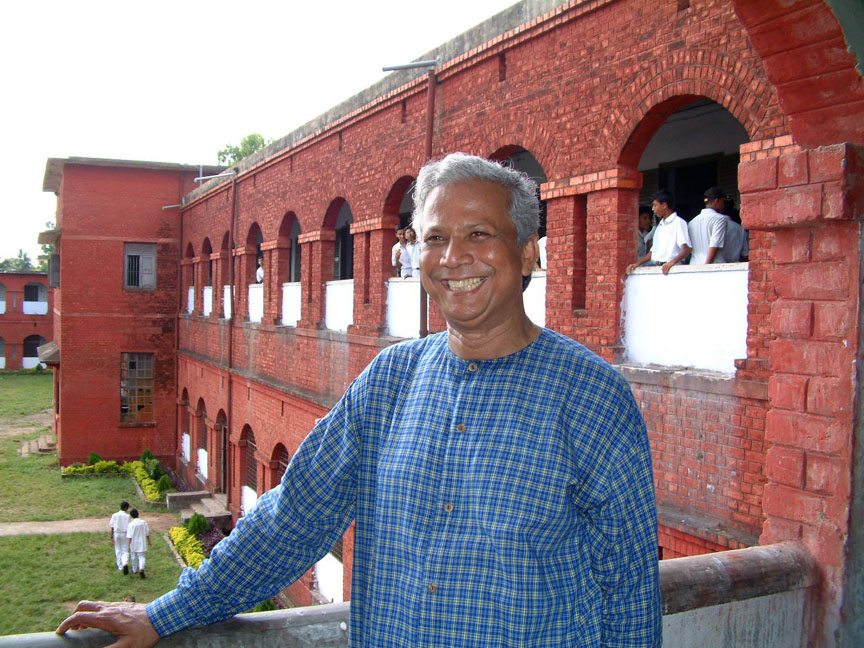
Yunus visitant la Chittagong Collegiate School, el 2003

El tercer de nou fills, Muhammad Yunus va néixer el 28 de juny de 1940 en una família musulmana bengalí al poble de Bathua, al costat de la carretera Kaptai a Hathazari, Chittagong a la Presidència de Bengala del Raj Britànic, actual Bangladesh. El seu pare era Hazi Dula Mia Shoudagar, un joier, i la seva mare era Sufia Khatun. La seva primera infància la va passar al poble. El 1944, la seva família es va traslladar a la ciutat de Chittagong, i ell es va traslladar de l'escola del seu poble a l'escola primària de Lamabazar. El 1949, la seva mare estava afectada per una malaltia psicològica. Més tard, va aprovar l'examen de matrícula de la Chittagong Collegiate School ocupant el lloc 16 de 39.000 estudiants al Pakistan Oriental. Durant els seus anys escolars, va ser un actiu Boy Scout, i va viatjar al Pakistan Occidental i l'Índia el 1952, i al Canadà el 1955 per anar als Jamborees. Més tard, mentre Yunus estudiava al Chittagong College, es va fer actiu en activitats culturals i va guanyar premis de teatre. El 1957, es va matricular al Departament d'Economia de la Universitat de Dhaka i va completar la seva llicenciatura el 1960 i el màster el 1961.

### Després de la graduació
Després de la seva graduació, Yunus es va incorporar a l'Oficina d'Economia com a assistent d'investigació a les investigacions econòmiques de Nurul islam i Rehman Sobhan. Més tard, va ser nomenat professor d'economia al Chittagong College el 1961. Durant aquest temps, també va muntar una rendible fàbrica d'envasos al costat. El 1965 va rebre una beca del Programa Fulbright per estudiar als Estats Units. Va obtenir el seu doctorat en economia al Programa de Postgrau en Desenvolupament Econòmic de la Universitat Vanderbilt (GPED) el 1971. De 1969 a 1972, Yunus va ser professor ajudant d'economia a la Middle Tennessee State University a Murfreesboro.
Durant la Guerra d'Alliberament de Bangladesh el 1971, Yunus va fundar un comitè ciutadà i va dirigir el Centre d'Informació de Bangla Desh, amb altres bangladeshis als Estats Units, per recaptar suport per a l'alliberament. També va publicar el butlletí de Bangla Desh des de casa seva a Nashville. Després de la guerra, va tornar a Bangla Desh i va ser nomenat membre de la Comissió de Planificació del govern dirigida per Nurul islam. Tanmateix, va trobar la feina avorrit i va renunciar a entrar a la Universitat de Chittagong com a cap del departament d'Economia.

## Activisme social
Després d'observar la fam de 1974, es va implicar en la reducció de la pobresa i va establir un programa econòmic rural com a projecte de recerca. El 1975, va desenvolupar un Nabajug (Nova Era) Tebhaga Khamar (granja de tres accions) que el govern va adoptar com el Programa d'Inputs Empaquetats. Per tal de fer més efectiu el projecte, Yunus i els seus associats van proposar el programa Gram Sarkar (el govern del poble). Introduït pel president Ziaur Rahman a finals de la Dècada del 1970, el govern va formar 40.392 governs de poble com a quarta capa de govern el 2003. El 2 d'agost de 2005, en resposta a una petició de Bangla Desh Legal Aids and Services Trust (BLAST), l'Alt Tribunal va declarar els governs dels pobles il·legals i inconstitucionals.
El 1974, el professor Yunus va proposar una forma d'organització social per als llogarets rurals anomenat Gram Sarker (govern rural). La proposta va demostrar ser practicable i útil per la qual cosa l'any 1980 va ser adoptada oficialment pel govern de Bangladesh. Des d'aquesta època, a causa de la fam que assolava el país (un dels països més pobres i poblats del món), va prendre consciència que només es pot sortir de la misèria superant les lleis del mercat proporcionant microcrèdits, crèdits solidaris sense garantia, als més necessitats perquè puguin realitzar una activitat independent i creativa.
El seu concepte de microcrèdit per donar suport als innovadors de diversos països en desenvolupament també va inspirar programes com el Programa d'Emprenedoria Social Info lady.

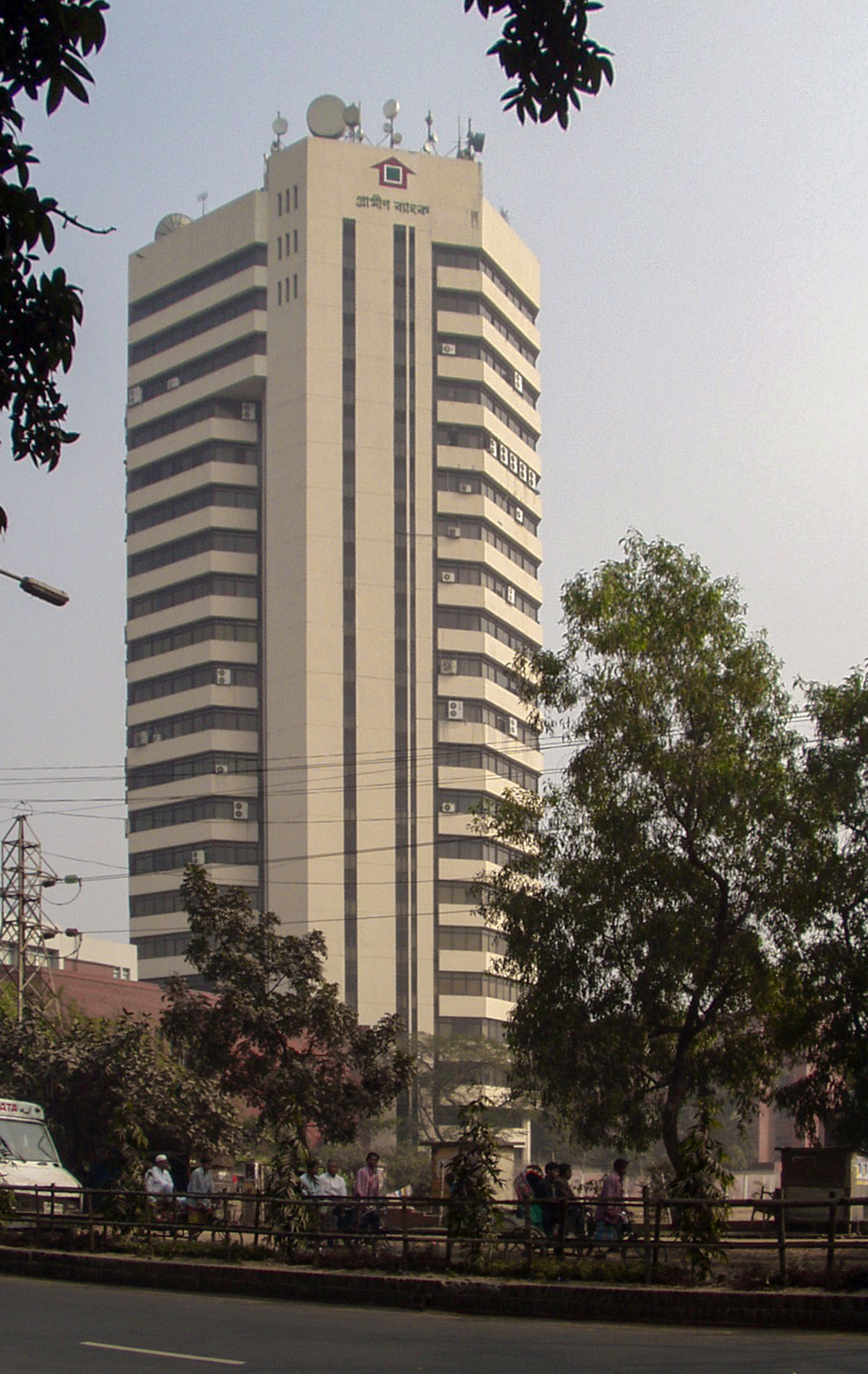
Oficina central del Grameen Bank a Mirpur-2, Dacca

L'any 1976, durant les visites a les llars més pobres del poble de Jobra, prop de la Universitat de Chittagong, Yunus va descobrir que els préstecs molt petits podrien marcar una diferència desproporcionada per a una persona pobre. Les dones del poble que fabricaven mobles de bambú van haver d'agafar préstecs d'usura per comprar bambú i pagar els seus beneficis als prestadors. Els bancs tradicionals no volien fer petits préstecs amb un interès raonable per als pobres a causa de l'alt risc d'impagament. Però Yunus creia que, donada l'oportunitat, els pobres no haurian de tornar els diners i, per tant, el microcrèdit era un model de negoci viable. Yunus va prestar 27 dòlars dels seus diners a 42 dones del poble, que van obtenir un benefici de 0,50 BDT (0,02 dòlars EUA) cadascuna del préstec. Així, a Yunus se li atribueix la idea del microcrèdit.
El desembre de 1976, Yunus finalment va aconseguir un préstec del govern Janata Bank per donar préstecs als pobres de Jobra. L'entitat va continuar operant, aconseguint préstecs d'altres bancs per als seus projectes. El 1982, tenia 28.000 membres. L'1 d'octubre de 1983, el projecte pilot va començar a funcionar com a banc complet per als pobres de BanglaDesh i va ser rebatejat com a Grameen Bank (Village Bank). El juliol de 2007, Grameen havia emès 6,38 mil milions de dòlars EUA a 7,4 milions de prestataris. Per garantir l'amortització, el banc utilitza un sistema de grups solidaris. Aquests petits grups informals sol·liciten préstecs junts i els seus membres actuen com a cogarants del reemborsament i es donen suport mútuament en els esforços d'autoprogrés econòmic.
A finals de la Dècada del 1980, Grameen va començar a diversificar-se atenent a estanys de pesca i bombes de reg infrautilitzats com els pous de tubs profunds. El 1989, aquests interessos diversificats van començar a créixer en organitzacions separades. El projecte de pesca es va convertir en Grameen Motsho (Fundació Grameen Fisheries) i el projecte de reg es va convertir en Grameen Krishi (Fundació Grameen Agriculture). Amb el temps, la iniciativa Grameen es va convertir en un grup polifacètic d'empreses rendibles i sense ànim de lucre, incloent projectes importants com Grameen Trust i Grameen Fund, que gestiona projectes de capital com Grameen Software Limited, Grameen CyberNet Limited i Grameen Knitwear Limited, així com Grameen Telecom, que té una participació a Grameenphone (GP), la companyia telefònica privada més gran de BanglaDesh. Des del seu inici el març de 1997 fins al 2007, el projecte Village Phone (Polli Phone) de GP havia portat la propietat de telèfons mòbils a 260.000 pobres rurals en més de 50.000 pobles.
L'any 1974 va acabar amb una fam al país. La gent es moria de gana i no tenia prou per menjar. I aquesta és una situació terrible veure al teu voltant. I em sentia malament, aquí ensenyo teories d'economia elegants, i aquestes teories no serveixen de moment per a la gent que passa gana. Així que volia veure si com a persona, com a ésser humà, podia ser d'alguna utilitat per a algunes persones. 
Pel seu treball amb Grameen, Yunus va ser nomenat Ashoka: Innovators for the Public Global Academy Member el 2001. Al llibre Grameen Social Business Model, el seu autor Rashidul Bari va dir que el model de negoci social de Grameen (GSBM) ha passat de ser una teoria a una pràctica inspiradora adoptada per les principals universitats (per exemple, Glasgow), emprenedors (per exemple, Franck Riboud) i corporacions (per exemple, Danone) d'arreu del món. A través del Grameen Bank, Rashidul Bari afirma que Yunus va demostrar com el Grameen Social Business Model pot aprofitar l'esperit emprenedor per empoderar les dones pobres i alleujar la seva pobresa. Una conclusió que Bari va suggerir per extreure dels conceptes de Yunus és que els pobres són com un arbre bonsai i poden fer grans coses si tenen accés a l'empresa social que té el potencial per empoderar-los per ser autosuficients.
El juliol de 2007 a Johannesburg, Sud-àfrica, Nelson Mandela, Graça Machel i Desmond Tutu van convocar un grup de líders mundials per aportar la seva saviesa, lideratge independent i integritat per fer front a uns quants dels problemes més difícils del món. Nelson Mandela va anunciar la formació d'aquest nou grup, The Elders, en un discurs que va pronunciar amb motiu del seu 89è aniversari. Yunus va anar al llançament del grup i va ser un dels seus membres fundadors. Va renunciar com a ancià el setembre de 2009, afirmant que no va poder fer justícia als seus membres a causa de les demandes del seu treball.

## Carrera inicial
El 1976, malgrat l'enorme resistència i dels nombrosos rebutjos de les entitats bancàries de Bangladesh, Muhammad Yunus va aconseguir fundar el Banc Grameen (banc rural), que el 1983 va obtenir la qualitat de banc autònom.
Aquest banc de pobres ha beneficiat a tres milions i mig de persones, propietàries elles mateixes del banc, en la seva major part dones, que reunides en grups de cinc o més, solidàries i responsables, aconsegueixen reemborsar 9 de cada 10 dels seus petits préstecs en contra de l'esperat segons sosté Yunnus.
Quan una dona aconsegueix rendiments per la seva activitat, els que es beneficien en primer lloc són els seus propis fills
Gràcies al seu èxit, el Banc Grameen, el model del qual és seguit en tots els continents, aplica una política econòmica i social encaminada a la construcció de l'hàbitat rural i d'escoles.
El 1996, la UNESCO va concedir a Muhammad Yunus el Premi Internacional Simón Bolívar, afirmant que: 
El crèdit solidari concedit a aquells que mai havien demanat un préstec reflecteix l'enorme potencial sense explotar que té cada ésser humà.
L'any 1998 fou guardonat amb el Premi Príncep d'Astúries de la Concòrdia juntament amb Nicolás Castellanos, Vicenç Ferrer i Joaquín Sanz Gadea.
L'any 2006 fou guardonat, juntament amb el Banc Grameen, amb el Premi Nobel de la Pau pels esforços fets en favor del desenvolupament social i econòmic dels més desafavorits.
L'any 2010 va participar com a ponent al primer Fòrum Impulsa.

## Primer ministre
El 2024 va ser nomenat Conseller en cap de Bangla Desh per encapçalar la transició del seu país després de setmanes de protestes estudiantils i la fugida a l'Índia de la fins llavors primera ministra, Sheikh Hasina.
El seu govern va prohibir el 10 de maig de 2025 totes les activitats de la Lliga Awami en virtut de la Llei antiterrorista fins que acabi el judici del partit i el seu lideratge per la mort de centenars de manifestants durant les protestes de Bangladesh de 2022-2024 al Tribunal Criminal Internacional.

### Crítica
Les microfinances i microcrèdits per unitats familiars empobrides en països en desenvolupament s'estengueren en països com l'Índia, Bangladesh o Mèxic a partir dels anys 1980s i sobretot els 90.
Tanmateix, a partir del segle XXI aquest plantejament fou sotmès a dures crítiques per nombrosos economistes. Els seus crítics sostenen que no només no han contribuït a reduir la pobresa ni millorar les condicions de vida de vastes àrees rurals, sinó que havien creat una gran massa de famílies endeutades per taxes altíssimes d'interès, moltes de les quals hagueren d'abandonar les seves petites explotacions, causant onades de noves migracions als suburbis de les grans ciutats. Hom també criticà la solidesa i rigor dels supòsits centrals de la teoria de les microfinances.
En l'estat indi d'Andra Pradesh es produí una onada de suïcidis de persones degut als deutes i la pressió dels prestadors de microcrèdits.